# Philosophical Transactions of the Royal Society
Philosophical Transactions of the Royal Society este un periodic științific al Royal Society cu o vechime considerabilă. Aici a publicat Isaac Newton primul articol științific. Alte nume sonore care au publicat în acest periodic sunt Michael Faraday și James Clerk Maxwell.